# Lola Cars

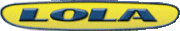
Logo.

Lola Racing Cars (también Lola Cars International o más comúnmente Lola) fue una compañía de ingeniería de automóviles de competición fundada por Eric Broadley y con sede en Huntingdon, Inglaterra. Lola es uno de los nombres más conocidos en el automovilismo deportivo. Una subsidiaria de Lola es el fabricante de botes y piraguas Lola Aylings. En 1998 fue adquirida por Martin Birrane tras el desastroso ingreso a la Fórmula 1 en 1997.
Después de un período bajo administración, Lola Cars International cesó operaciones oficialmente el 5 de octubre de 2012. Muchos de los activos de Lola fueron posteriormente adquiridos por una sociedad compuesta por Multimatic Engineering y la empresa Carl A. Haas Automotive.
El nombre de la compañía, Lola (hipocorístico de Dolores), tiene un curioso origen. Cuando Broadley construyó su primer coche, estaba de moda la comedia musical Damned Yankees, en uno de cuyos números intervenía el personaje de Lolita Banana, cantando la canción Whatever Lola Wants, Lola Gets (Lo que Lola quiere, Lola lo consigue). Broadley pensó que el título de la canción podía expresar muy bien el espíritu de su empresa.

## Fórmula 1

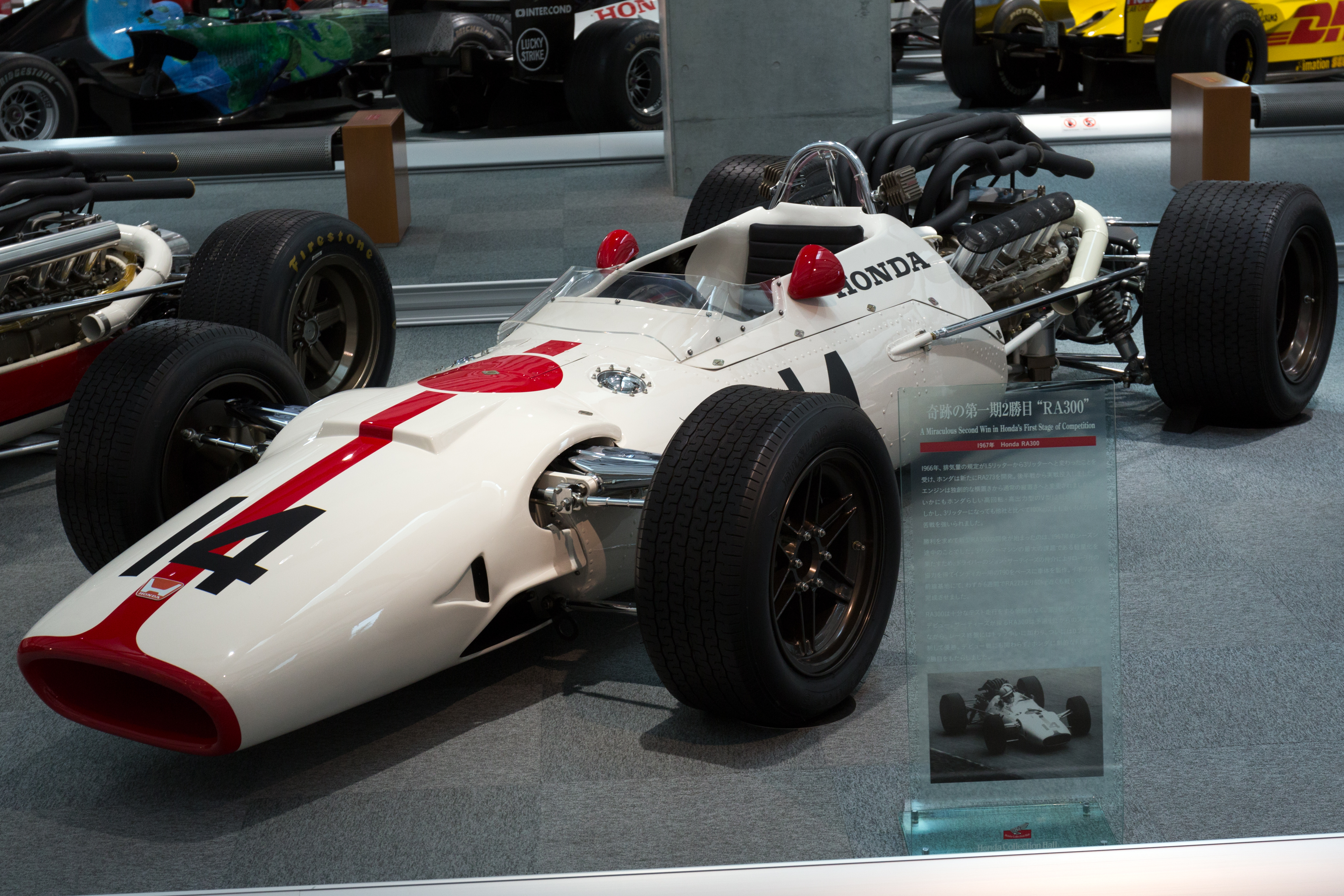
Honda RA300.

Hizo su primera aparición en la Fórmula 1 en 1962, proveyendo chasis al equipo Yeoman Credit Racing (Reg Parnell Racing), con John Surtees como piloto. El éxito fue inmediato cuando el coche consiguió la primera posición de partida en su primera carrera. Sin embargo los coches eran inconsistentes y tras solo dos temporadas Lola decidió abandonar por el momento la construcción de coches para Fórmula 1. En 1967 Lola asistió a Honda y Surtees con su coche de Fórmula 1 y modificaron el pesado diseño del Honda RA300, que fue llamado extraoficialmente "Hondola" por la prensa.
A partir de entonces, de vez en cuando Lola continuó produciendo automóviles de Fórmula 1, pero no corrieron bajo su nombre. Embassy Hill de Graham Hill, Haas de Carl Haas, Larrousse y Scuderia Italia corrieron con chasis construidos por Lola entre 1974 y 1993 con poco éxito y un tercer lugar de Aguri Suzuki para el Larrousse de motor Lamborghini en el Gran Premio de Japón de 1990.
A pesar del pobre rendimiento, Lola fue convencida en 1996 a producir un nuevo coche, esta vez en un equipo bajo su propio nombre, para entrar en la Fórmula 1 en 1998. Sin embargo, el plan de Fórmula 1 fue precipitado y con poco financiamiento. Lola originalmente planeaba presentarse en 1998, pero presiones del patrocinador principal, MasterCard, ocasionaron que Lola debutara con su nuevo coche en 1997. El coche tenía muchos problemas, pero el peor de ellos era la aerodinámica, ya que nunca había sido probado en un túnel de viento, lo cual era impensable para cualquiera de sus competidores salvo el austero Minardi. El coche era defectuoso en lo fundamental y la falta de pruebas en túnel de viento le causó más de un problema. A pesar de los problemas, el equipo confiaba en poder terminar por delante de otros equipos. El resultado fue desastroso: tardaron 12 segundos del tiempo de la pole position, los coches estaban totalmente fuera de ritmo y eran incluso más lentos que los coches de Fórmula 3000 de Lola. Tras solo una carrera el equipo abandonó la Fórmula 1 inmediatamente.
Desde entonces Lola no ha mostrado interés en regresar a la Fórmula 1 debido a los presupuestos multimillonarios que se requieren. Sin embargo, debido a las nuevas propuestas económicas impuestas por la FIA para 2010, el 22 de abril de 2009 Lola Racing Cars confirma su intención de entrar en el campeonato mundial de Fórmula 1 de 2010.

## Automóviles deportivos

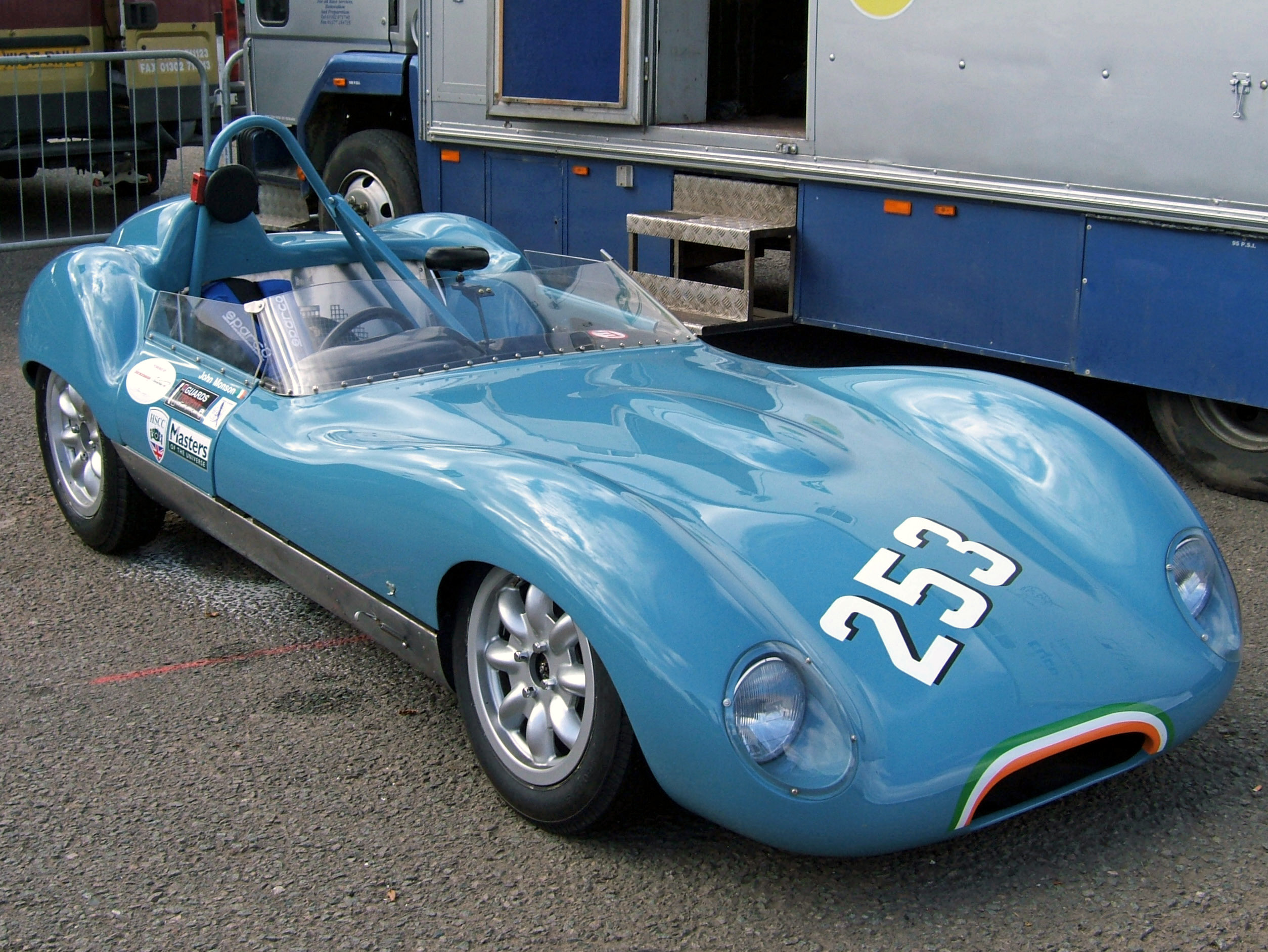
Lola Mk 1.

Lola fue uno de los mejores proveedores de chasis de gran turismos en la década de 1960. Además de estar involucrado en el desarrollo del Ford GT40, varias encarnaciones del Lola T70 fueron exitosamente usadas por todo el mundo, desde el Campeonato Mundial de Resistencia a la serie CanAm, hasta 1973.
Lola dominó la serie CanAm cuando fue revivida a finales de la década de 1970, pero muchos aficionados al deporte motor no consideran a los automóviles mono-puesto de esta etapa como verdaderos automóviles deportivos, a pesar de su limitado espacio para el volante. Más recientemente Lola ha producido una cantidad reducida de automóviles deportivos para carreras tipo Le Mans, a veces destacando por sus innovadores diseños, como el Lola 2000BK, con su faro central adicional recordando un cíclope o una locomotora. Mientras Lola no ha sido muy exitosa en la máxima clase de los automóviles deportivos contra autos de fábrica como el BMW V12 y el Audi R8, Lola ha tenido más éxito en la segunda clase (LMP2), incluyendo victorias en el campeonato American Le Mans Series.

## Fórmula 2, Fórmula 3000 y A1GP

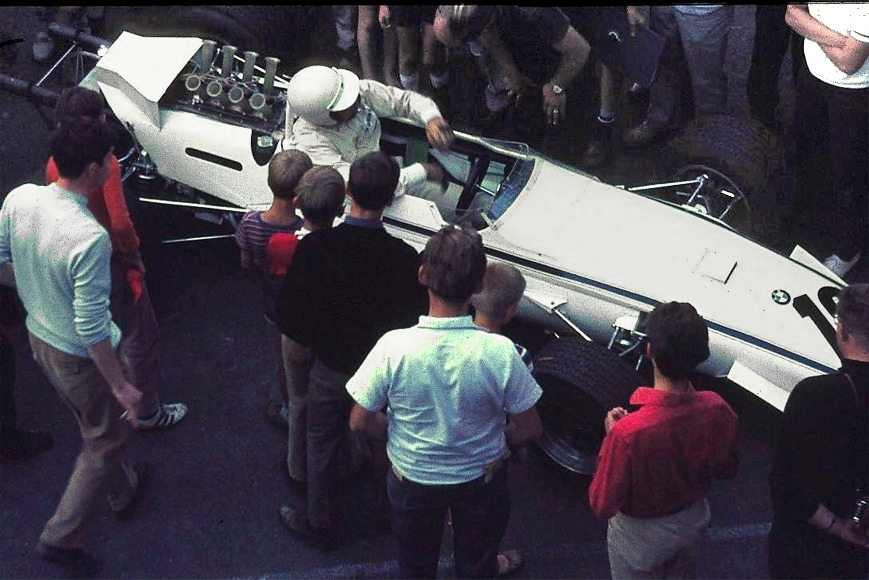
BMW T102.

Tras su limitado éxito en la década de 1960 en la Fórmula 1, Lola puso su atención en la Fórmula 2, donde llegó a ser el equipo de fábrica de BMW. Conforme los años pasaron, Lola tuvo considerablemente más éxito en Fórmula 2 del que jamás tuvo en Fórmula 1. Cuando en 1986 la Fórmula 2 se convirtió en Fórmula 3000, sus automóviles fueron aún más dominantes, compitiendo con Ralt y Reynard Motorsport. El dominio total de Lola llegó en 1995 cuando la Fórmula 3000 internacional se convirtió en un serial de un solo constructor y a Lola se le otorgó el contrato para construir los automóviles de Fórmula 3000, hasta su reemplazo por la GP2 Series y Dallara. En la Fórmula Nippon corrieron grillas mezcladas entre Lola y Reynard (esta última dominando) hasta 2003, cuando se le otorgó el contrato a Lola. La 3000 Euroseries usó el B02/50 desde 2007 hasta 2009, mientras los B05/52 ex A1GP fueron introducidos en 2009.
Lola obtuvo su contrato más largo para la construcción de monoplazas el 2005, para la A1GP. Lola construyó 50 idénticos A1GP propulsados por un Zytek V8 en el cual arrendaban a equipos nacionales, su desarrollo en estos estaba estrictamente prohibido. Los autos eran más cercanos a un F3000, lo que proporcionó carreras cerradas y espectaculares. El contrato se centró en sus primeras temporadas entre 2005 y 2008.

## USAC y CART/Champ Car

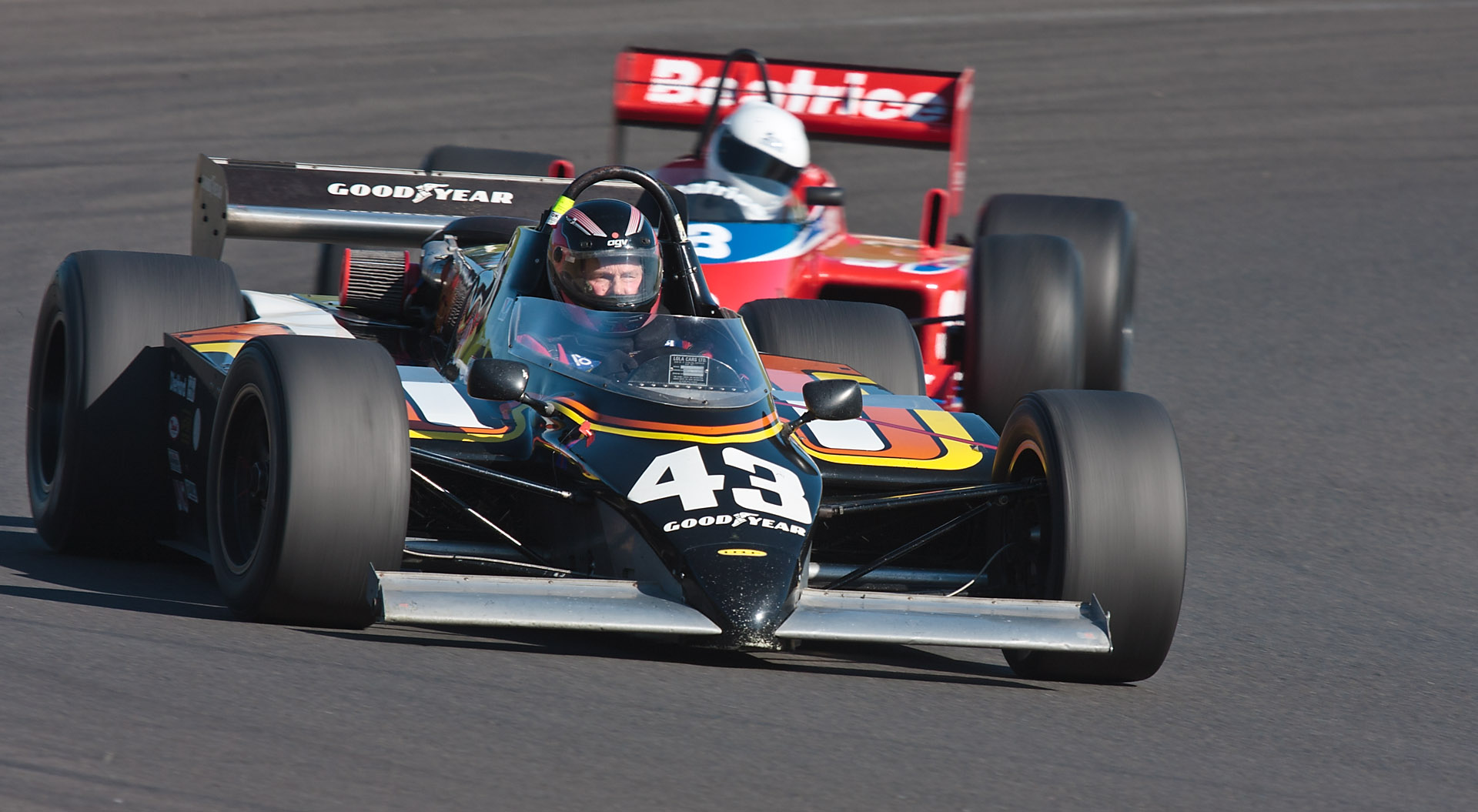
Lola T700.

Lola construyó chasis para las 500 millas de Indianápolis a principios de los años 60. Graham Hill ganó en la edición de 1965 con un Lola y Jackie Stewart corrió con otro de tracción en las cuatro ruedas. Al Unser Sr, ganó las 500 millas en 1978 con un Lola modificado.
El resurgimiento de la CanAm se desvaneció hasta colapsar en 1986, llevando a Lola a concentrarse en la CART y las 500 millas de Indianápolis en 1985. Una vez más, Lola tuvo éxito en las categorías fuera de la Fórmula 1, forzando a March a quedarse con un solo equipo en la temporada 1990 de CART, y luego abandonarla en 1991. Seis años después de que entrara en las carreras de IndyCar, Lola triunfo en Indy500 una vez más, con Arie Luyendyk en la edición de 1990. La rivalidad entre Lola y Reynard continuó en los Estados Unidos como también en Europa. Reynard entró a la CART en 1994 y posteriormente desplazó a Lola en el mercado. En 1998 solo el colista Davis Racing llevó un Lola, Penske con su propio chasis, Newman/Hass con el nuevo Swift y el resto de la parrilla con Reynard. Sin embargo, cuando Penske abandonó su propia construcción en 1999, usaron los Lola y los desarrollaron. Newman/Hass y Chip Ganassi se cambiaron a Lola para el año siguiente. En 2001, la grilla se mezcló entre ambas marcas. Los problemas financieros de Reynard y principalmente los equipos que utilizaban este chasis y se cambiaron a la Indy Racing League en 2002 y 2003, significó que el desarrollo del Reynard había terminado y dejando Lola como único fabricante en el 2003. Para el año 2007, Champ Car se cambió a Panoz, y todos los equipos utilizaron su DP01.
Lola también produjo un chasis para la CART Indy Lights, una serie de ascenso que lo usó desde 1993 hasta 2001, reemplazando al auto anterior que consistió en un modificado March 85B de Fórmula 3000.

## Quiebra y años posteriores
Lola Cars International cae por segunda vez en administración judicial el 16 de mayo de 2012 debido a problemas económicos. Sin embargo al no poder encontrar comprador, Lola desaparece el 5 de octubre de ese año. algunos activos de Lola Cars fueron adquiridos por Multimatic Inc. y Haas Auto. Además de la compra de los activos, Multimatic y Haas obtuvieron un acuerdo de licencia para usar el nombre de Lola Cars y la propiedad intelectual.
Desde entonces, Multimatic ha suministrado dos chasis Lola B12 / 80 LMP2 a Mazda para la competencia IMSA WeatherTech SportsCar Championship . Los autos fueron propulsados por motores diésel de 4 cilindros turbo-alimentados Mazda en 2014 y 2015, y de 4 cilindros- turbo de combustión normal en 2016. Los chasis fueron retirados en el final de la temporada 2016 ya que Mazda decidió cambiarse a la nueva especificación DPI que debutó en 2017.